# World Federation of Music Therapy
Die World Federation of Music Therapy (WFMT) ist eine 1985 gegründete internationale Non-Profit-Organisation für Musiktherapie mit Sitz in North Carolina. Sie setzt sich für die Weiterentwicklung des Berufszweiges ein und stärkt das Bewusstsein sowohl für die wissenschaftliche, als auch die künstlerische Seite der Musiktherapie. Die Organisation beschäftigt sich darüber hinaus mit den ethischen Fragen, die zu diesem Berufszweig gehören. Sie leistet auch politische Arbeit und setzt sich dafür ein, dass die Musiktherapie weltweit als seriös und mit Fakten belegte Therapieform anerkannt wird. Um dieses Ziel zu erreichen, fördert die World Federation of Music Therapy Fortbildungsprogramme und engagiert sich in der klinischen Praxis und Forschung. Die heute noch gültige und international anerkannte Definition von Musiktherapie wurde 1996 von der WFMT festgelegt.

## Organisation
Die World Federation of Music Therapy besteht aus acht Teilregionen: Afrika, Australien und Neuseeland, Nordamerika, Südamerika, Südostasien, Europa, dem östlichen Mittelmeerraum und der Westpazifikregion. Außerdem gibt es acht Fachgebiete: Bildung und Ausbildung, klinische Praxis, weltweite Krisenintervention, Veröffentlichungen, Forschung und Ethik, Akkreditierung und Zertifizierung, Öffentlichkeitsarbeit, sowie die Organisation der Weltkongresse.
Die Leitung der Organisation besteht aus zwanzig Personen, die diese Aufgabe als Freiwillige übernehmen. Sie sind einerseits Funktionäre und Bevollmächtigte der Organisation, andererseits fungieren sie als regionale Verbindungsleute. Als Leitungspositionen sind Präsident, ehemaliger Präsident, Schriftführer und Kassier und ausführender Mitarbeiter vorgesehen. Die Position von regionalen Verbindungsleuten wurde 2008 zusätzlich geschaffen. Sie haben ihren Sitz in der jeweiligen Teilregion der WFMT und sind dort für die Weitergabe von Informationen, die den Berufszweig betreffen zuständig. 2011 wurde zusätzlich eine Versammlung studentischer Delegierter ins Leben gerufen.
Der Rat der WFMT betreibt eine eigene Webseite und einen Blog. Darüber hinaus stellt er Podcasts und Videos ins Internet und nutzt Social Media und Mails für die Kommunikation mit den Mitgliedern und veröffentlicht Jahresberichte. Daneben veranstaltet der Rat der WFMT Symposien, Podiumsgespräche, und runde Tische bei großen internationalen Konferenzen, um die Öffentlichkeit über weltweite Entwicklungen in der Musiktherapie und die letzten Projekte der WFMT zu informieren.

## Geschichte
Der Verband wurde 1985 während des fünften Weltkongresses zu Musiktherapie in Genua gegründet, erste Vorüberlegungen gab es allerdings bereits 1976 während des zweiten Weltkongresses zu Musiktherapie in Buenos Aires. Eine Gruppe US-amerikanischer, europäischer, und südamerikanischer Musiktherapeuten begannen bei diesem Treffen, Pläne zu einer Vereinheitlichung und Standardisierung für die internationale Musiktherapie zu entwerfen. Zu den zehn Gründungsmitgliedern gehörten Rolando Omar Benenzon (Argentinien), Giovanna Mutti (Italien), Jacques Jost (Frankreich), Barbara Hesser (USA), Amelia Oldfield (UK), Ruth Bright (Australien), Heinrich Otto Moll (Deutschland), Rafael Rivera Colon (Puerto Rico), Clementina Nastari (Brasilien), und Tadeusz Natanson (Polen). In dem online journal Voices. findet man Anekdoten rund um die Gründung, sowie Aussagen zu der Motivation der Gründer. 1993 hatte die WFMT Mitglieder aus 13 Ländern.

## Weltkongress für Musiktherapie
Seit Gründung der WFMT wird der Weltkongress für Musiktherapie von einem Organisationsmitglied der WFMT in Zusammenarbeit mit einem örtlichen Gastgeber ausgerichtet. Weltkongresse finden regelmäßig alle drei Jahre statt. Der Austragungsort wechselt bei jedem Kongress. Der Weltkongress dient dem Austausch von Fachkräften und Experten aus der Musiktherapie und benachbarten Fachgebieten aus der ganzen Welt. Am vierzehnten Weltkongress für Musiktherapie in Krems nahmen ca. 1000 Menschen aus 45 Ländern teil.
Bisher fanden Weltkongresse an folgenden Orten statt:
- Paris (1974)
- Buenos Aires (1976)
- San Juan (1981)
- Paris (1983)
- Genua (1985) – Gründung der WFMT
- Rio de Janeiro (1990)
- Vitoria-Gasteiz (1993)
- Hamburg (1996)
- Washington, D.C. (1999)
- Oxford (2002)
- Brisbane (2005)
- Buenos Aires (2008)
- Seoul (2011)
- Krems an der Donau (2014)
- Tsukuba (Ibaraki) (2017)